# Henri Cornet
Henri Cornet (eigenlijk: Henri Jardry) (Desvres, 4 augustus 1884 – Prunay-le-Gillon, 18 maart 1941) was een Frans wielrenner. Cornet is nog altijd de jongste Tourwinnaar uit de geschiedenis. Hij won de Ronde in 1904 op negentienjarige leeftijd. Ook de manier waarop dit tot stand kwam, behoort tot de legenden van de Tour: vier maanden na het einde van de Tour werd Cornet, die eigenlijk pas als vijfde was geëindigd, alsnog uitgeroepen tot winnaar, nadat de als eerste geëindigde Maurice Garin ervan beschuldigd werd het parcours niet volledig afgelegd te hebben. De nummers twee, drie en vier, Lucien Pothier, César Garin en Hippolyte Aucouturier werden om eenzelfde reden gediskwalificeerd.
Maar Cornet bleek geen eendagsvlieg. Hoewel hij zijn Tourprestatie niet meer kon herhalen, nam hij nog zeven maal deel; in 1908 werd hij nog verdienstelijk achtste.
Het klassieke werk ging hem ook goed af, in 1905 werd hij zowel in de marathonklassieker Bordeaux-Parijs als in Parijs-Roubaix derde. Hij won Parijs-Roubaix in 1906.
Desalniettemin had Henri Cornet een fragiele gezondheid, welke hem belette verdere successen te boeken. Hij stierf in 1941 aan hartfalen.

## Belangrijkste overwinningen
1904
- 3e etappe Ronde van Frankrijk
- Eindklassement Ronde van Frankrijk

1906
- Parijs-Roubaix

1910
- Parijs - Alençon

## Resultaten in voornaamste wedstrijden
| Jaar | Ronde van Italië | Ronde van Frankrijk | Ronde van Spanje |
| ---- | ---------------- | ------------------- | ---------------- |
| 1904 |                  | ↑ (1)               |                  |
| 1905 |                  | opgave              |                  |
| 1906 |                  |                     |                  |
| 1907 |                  | opgave              |                  |
| 1908 |                  | 8e                  |                  |
| 1909 |                  | opgave              |                  |
| 1910 |                  | 16e                 |                  |
| 1911 |                  | 12e                 |                  |
| 1912 |                  | 28e                 |                  |

| Jaar | Parijs-Roubaix | Parijs-Tours |
| ---- | -------------- | ------------ |
| 1904 | 12e            |              |
| 1905 | ↑              |              |
| 1906 | ↑              | Brons        |
| 1907 | 8e             |              |
| 1908 |                |              |
| 1909 | 15e            | 6e           |
| 1910 |                |              |
| 1911 |                |              |
| 1912 |                |              |